# 七ツ森湖畔公園
七ツ森湖畔公園（ななつもりこはんこうえん）は宮城県黒川郡大和町にある都市公園である。

## 概要
宮城県が吉田川の支流南川に建設した総貯蓄水量１千万トンの多目的ダム（南川ダム）によって出来たダム湖（七ツ森湖）の上流側の湖畔にある。立輪水辺公園、蛇石せせらぎ公園、宮橋公園、四十八滝運動公園の4つの公園の総称である。当公園には、約1000本の桜があり、シーズンには、多くの花見客でにぎわう。秋には芋煮会や紅葉狩りと四季を通じた憩いの場として利用されており、湖畔から船形連邦が望める。蛇石せせらぎ公園では、安全に川遊びが楽しめる。テニスコートのある運動公園はダムの北西側にある。

## 施設・設備
公園利用は無料、テニスコート・バンガロー（七ツ森ふれあいの里）については有料
- かまど使用、25基無料
- 芝生広場
- キャンプ場
- 管理棟
- 四阿
- 簡易水洗トイレ
- 遊歩道

## アクセス
- 東北自動車道大和ICから車で約20分
- 仙台北部道路富谷ICから車で約25分
  - 駐車場あり 普通車297台 無料

## 周辺の見所
- 南川ダム
- 南川温泉
- 南川ダム資料館
- 七ツ森湖
- 立輪水辺公園（園内にせせらぎの小川が流れている。）
- 宮橋公園（ダム湖畔全体を見渡すことのできる絶景スポット）
- 蛇石せせらぎ公園（水遊びができる。）
- 七ツ森陶芸体験館（様々なコースの陶芸にチャレンジできる体験施設）
- 四十八滝運動公園（テニスコート、グラウンドがある。）
- 花野果ひろば七ツ森（地元産品直売所）
- せせらぎの里
- 七ツ森ふれあいの里（数棟のバンガローが並ぶ。キャンプファイヤーができる広場、炊事場、テントサイトがある。バーベキューについては要予約）
- 七ツ森（七ツ森自然遊歩道がある。）
- 石神山精神社（1200年の歴史がある神社）